# المطبخ الآسيوي

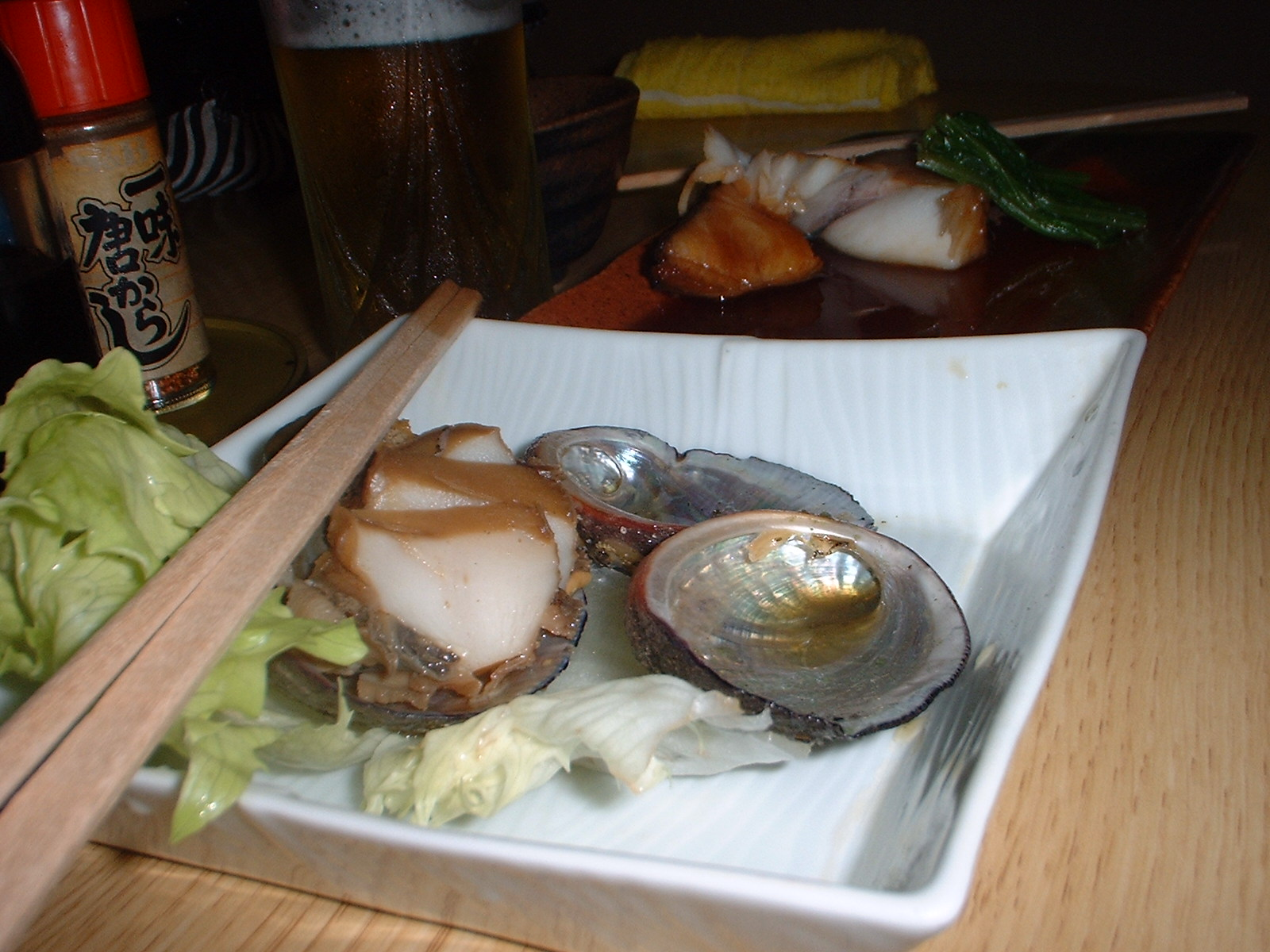

مطبخ آسيا يشمل جميع أنواع الطعام المختلفة التي يتناولها شعوب آسيا. وبسبب الاختلافات الشاسعة بين الحضارات الآسيوية، يمكن تقسيم المطبخ الآسيوي إلى الفئات التالية:
- المطبخ الآسيوي الشرقي: والذي ينبع من الحضارة الصينية القديمة وتشمل أطعمة اليابان، والكوريتين.
- مطبخ جنوب شرق آسيا: والذي ينبع من حضارة الخمير وتشمل أطعمة كمبوديا ولاوس وتايلند، وفيتنام وبروناي وماليزيا وسنغافورة.
- المطبخ الآسيوي الجنوبي: والمتأثر بالمطبخ الهندي البريطاني ويشمل بورما، الهند وسريلانكا، وباكستان.
- مطبخ وسط آسيا: ويشمل مناطق مثل أفغانستان وإيران.
- مطبخ الشرق الأوسط: والذي يشمل أطعمة البلاد العربية الآسيوية وتركيا.

## بحسب المناطق

### مطبخ شرقي آسيا
- مطبخ تايواني
- مطبخ كوري
- مطبخ منغولي
- مطبخ ياباني
- مطبخ صيني
- مطبخ هونغ كونغ

### مطبخ وسط آسيا
- مطبخ أفغاني
- مطبخ أوزبكي
- مطبخ إيراني
- مطبخ تركماني
- مطبخ تيبيتي
- مطبخ طاجيكي
- مطبخ قيرزيغي
- مطبخ كازخستاني
- مطبخ تتار القرم.

### مطبخ جنوب آسيا
- مطبخ باكستاني
- مطبخ بنجابي
- مطبخ بنغالي
- مطبخ سريلانكي
- مطبخ نيبالي
- مطبخ هندي
- مطبخ تاميلي

### مطبخ جنوب شرق آسيا
- مطبخ إندونيسي
- مطبخ ميناء حسن
- مطبخ بورمي
- مطبخ تايلندي
- مطبخ سنعابوري
- مطبخ فيتنامي
- مطبخ فيليبيني
- مطبخ كمبودي
- مطبخ لاوي
- مطبخ ماليزي

### غرب آسيا
- مطبخ أذربيجاني
- مطبخ أرمني
- مطبخ أشوري
- مطبخ أفغاني
- مطبخ الشرق الأدنى
- مطبخ إيراني
- مطبخ بحريني
- مطبخ تركي
- مطبخ جيورجي
- مطبخ سعودي
- مطبخ سوري
- مطبخ عثماني
- مطبخ عراقي
- مطبخ عربي
- مطبخ عماني
- مطبخ فلسطيني
- مطبخ قوقازي
- مطبخ كردي
- مطبخ لبناني
- مطبخ مصري
- مطبخ يمني